# Emoia digul
Emoia digul este o specie de șopârle din genul Emoia, familia Scincidae, descrisă de Brown 1991. Conform Catalogue of Life specia Emoia digul nu are subspecii cunoscute.